# Roberto Soldado
Roberto Soldado Rillo (Valencia, 1985. május 27. –) spanyol labdarúgó csatár, a Levante játékosa.

## Pályafutása

### Klubcsapatokban

#### Real Madrid
Első meccsét 2002. szeptember 28-án játszotta a Real Madridban az Olimbiakósz ellen játszotta, ahol a 86. percben győztes gólt szerzett. A spanyol bajnokságban 2005. október 23-án debütált  a Valencia ellen 2–1-re elvesztett mérkőzésen. A bajnokságban először az Osasuna kapujába talált be. Ebben a szezonban a Real B csapatában 19 gólt szerzett, amivel a Segunda División góllövőlistáján a második helyen végzett.
2006 júniusában kölcsönadták az Osasuna csapatához, ahol 30 bajnokin 11 gólt szerzett, a kupában pedig három alkalommal talált be. 2007-ben visszavette a Real Madrid, de a bajnokságban mindössze ötször léphetett pályára, ebből egyszer kezdőként a Deportivo ellen.

#### Getafe
2008 júliusában a Getafe csapatához igazolt. Első gólját a Málaga elleni 2–1-es vereség alkalmával szerezte. 2009. január 25-én mesterhármast lőtt a Sporting de Gijónnak. A 2009–10-es szezont kiválóan kezdte, ugyanis háromszor is betalált a Racing Santander kapujába. Ezután hosszú ideig nem szerzett gólt, majd újabb mesterhármast ért el a Xerez ellenében. 2009. december 19-én kétszer talált be a Sevilla hálójába, amelynek köszönhetően csapata 2–1-es győzelmet aratott. A szezonban 26 meccsen 16 gólt szerzett. 

#### Valencia
2010 júniusában a Valencia csapatához igazolt. Első itteni találatát a török Bursaspor elleni 4–0-s sikerrel végződő BL-meccsen szerezte szeptember 14-én. 2011. április 2-án mesternégyest szerzett korábbi csapata, a Getafe ellen. Egy héttel később két góllal vette ki a részét a Villarreal felett aratott 5–0-s győzelemből. 2011 novemberében hármat rúgott a Genk csapatának a Bajnokok Ligája csoportkörében. 2012. március 18-án újból mesterhármast vágott, ezúttal az Athletic Bilbao csapatának.
Júniusban egészen 2017-ig meghosszabbította szerződését. Október 23-án a BATE Bariszav ellen talált be háromszor. A találkozó mindhárom gólját ő jegyzete, amivel összességében nyertek 3–0 arányban a Bajnokok Ligája csoportkörében, Minszkben.

#### Tottenham Hotspur
2013. augusztus 1-én összesen 28 millió euróért az angol Tottenham Hotsburba igazolt. Augusztus 18-án a Premier League-ben mutatkozott be a Crystal Palace ellen, a Selhurst Parkban megnyert 1–0-s meccsen. Négy nappal később a grúz Dinamo Tbiliszi ellen aratott 5–0-s győzelmet aratottak az Európa-liga rájátszásában, ahol kétszer volt eredményes. 2013. október 20-án megszerezte első gólját a PL-ben az Aston Villa elleni 2–0-s győzelmen. Két hónappal később megszerezte első mesterhármasát is a Tottenham színeiben az orosz Anzsi Mahacskala elleni 4–1 során az Európa-liga csoportkörében.
Soldado 2014. március 2-án a Cardiff City ellen talált be, amely kilenc meccs óta az első volt. Az év végén, részben kevés találata miatt is bekerült a The Telegraph újságban a „Premier League-szezon 10 legrosszabb vételének” listájára.
Az új, 2014–15-ös évadban első gólját november 30-án szerezte, amivel beállította az Everton elleni 2–1-es hazai eredményt.

#### Villareal
2015. augusztus 14-én visszatért hazája élvonalába, és hároméves szerződést írt alá a Villarreallal 10 millió angol font értékben. Már a legelső fellépésén kezdett és gólt szerzett, hozzájárulva 1–1-es döntetlenhez a Real Betis ellenfeleként. December 13-án ő könyvelhette el a meccs egyetlen gólját, amellyel legyőzték korábbi klubját, a Real Madridot.
A 2016–17-es év túlnyomó többségét kihagyta jobb térdének elülső keresztszalag-sérülése miatt, ami még a szezon előtt elkezdődött.

#### Fenerbahçe
2017. augusztus 11-én a török Fenerbahçe bejelentette leigazolását. Miután az első tíz meccsén nem lőtt gólt, november 19-én a 61. percben csereként beállva mesterhármast ért el a Sivasspor elleni 4–1-es hazai bajnokin.
Soldado bejelentette, hogy 2019. június 2-án nem hosszabbítja meg a lejáró szerződését.

#### Granada
2019. július 15-én egyéves megállapodást írt alá a La Liga-újonc és nem rég feljutott Granada csapatával. A Villarreal elleni 4–4-es döntetlenben kezdett és gólt szerzett, majd  továbbra is állandó kezdő maradt. A csapat a bajnoki tabella 7. helyén zárt, amivel története során először kvalifikált az Európa-ligába. 
2020 áprilisában a klub idő előtt aktiválta a szerződésében lévő egyik záradékot, miszerint további egy szezonra is automatikusan a klub játékosa marad. 2020. szeptember 17-én megszerezte az andalúz gárda európai kupaszereplés történetének első gólját az albán Teuta Durrës ellen a második selejtezőkörben a 4–0-ra megnyert mérkőzésen. A negyeddöntőbe jutásuk során még kétszer betalált, a norvég Molde elleni 3–2-es összesítésben a legjobb 16 csapat között.

#### Levante
2021. június 28-án csatlakozott a Levantéhoz, kétéves szerződéssel.

### A válogatottban
2004 júniusában mutatkozott be a felnőtt válogatottban Lettország ellen, majd Liechtenstein ellen is pályára léphetett. 2012. február 29-én mesterhármast lőtt a Venezuela elleni mérkőzésen. 2013. június 16-án Uruguay ellen egy gólt szerzett.

## Sikerei, díjai

### Klubcsapatokban
Real Madrid
- Spanyol bajnok: 2007–08

 Tottenham Hotspur
- Angol ligakupa döntős: 2014–15[44]

### A válogatottban
Spanyolország U19
- U19-es labdarúgó-Európa-bajnokság: 2004[45]

## Külső hivatkozások
- Profilja A BDF oldalán
- Profilja a Nationalteamsfootball.com oldalán